# Хвингия, Хута Герасимовна
Хута Герасимовна Хвингия (23.07.1923 год, село Ахалсопели, Зугдидский уезд, ССР Грузия — 20.01.2018 год, село Ахалсопели, Зугдидский район, Грузинская ССР) — звеньевая колхоза имени Берия Ахалсопельского сельсовета Зугдидского района, Грузинская ССР. Герой Социалистического Труда (1949).
Старшая сестра Героя Социалистического Труда Лены Герасимовны Хвингия.

## Биография
Родилась в 1923 году в крестьянской семье в селе Ахалсопели Зугдидского района (сегодня — Зугдидский муниципалитет). Окончила местную начальную школу. С конца 1930-х годов трудилась рядовой колхозницей на чайной плантации в колхозе имени Берия Зугдидского района (с 1953 года — колхоз имени Ленина), которым руководил Антимоз Рогава. В послевоенные годы возглавляла звено чаеводов.
В 1948 году звено под её руководством собрало 8055 килограмм сортового зелёного чайного листа на участке площадью 2 гектара. Указом Президиума Верховного Совета СССР от 29 августа 1949 года удостоена звания Героя Социалистического Труда за «получение высоких урожаев сортового зелёного чайного листа и цитрусовых плодов в 1948 году» с вручением ордена Ленина и золотой медали «Серп и Молот» (№ 4613).
Этим же Указом званием Героя Социалистического Труда были также награждены 16 тружеников колхоза имени Берия Зугдидского района: бригадиры Партен Михайлович Кадария, Владимир Михайлович Макацария, Амбако Спиридонович Рогава, звеньевые Ариадна Джуруевна Купуния, Ольга Филипповна Купуния, Хута Григорьевна Купуния, Венера Давидовна Ломая, Мария Гудуевна Макацария, колхозницы Валентина Николаевна Джоджуа, Паша Несторовна Джоджуа, Ольга Павловна Кантария, Надя Платоновна Пония, Ивлита Тарасовна Хасия, Лена Герасимовна Хвингия, Лена Константиновна Читанава, Мария Николаевна Читанава и Валентина Акакиевна Шаматава.
За выдающиеся трудовые достижения по итогам работы в 1949 и 1950 годах дважды награждалась Орденом Ленина.
После выхода на пенсию проживала в родном селе Ахалсопели Зугдидского района. С 1978 года — персональный пенсионер союзного значения. Дата смерти не установлена.
Награды
- Герой Социалистического Труда
- Орден Ленина — трижды (1949; 19.07.1950; 01.09.1951)